# Superliga 2004/05 (Spanien)
Die Saison 2004/05 war die 31. Spielzeit der Superliga, der höchsten spanischen Eishockeyspielklasse. Meister wurde zum achten Mal in der Vereinsgeschichte der CH Jaca.

## Hauptrunde

### Modus
In der Hauptrunde absolvierte jede der sieben Mannschaften insgesamt zwölf Spiele. Die vier bestplatzierten Mannschaften qualifizierten sich für die Playoffs, in denen der Meister ausgespielt wurde. Für einen Sieg erhielt jede Mannschaft zwei Punkte, bei einem Unentschieden gab es ein Punkt und bei einer Niederlage null Punkte.

### Tabelle
|    | Klub           | Sp | S  | U | N  | Tore   | Punkte |
| -- | -------------- | -- | -- | - | -- | ------ | ------ |
| 1. | CH Jaca        | 12 | 10 | 1 | 1  | 84:33  | 21     |
| 2. | CG Puigcerdà   | 12 | 10 | 0 | 2  | 71:21  | 20     |
| 3. | CH Txuri Urdin | 12 | 6  | 2 | 4  | 44:43  | 14     |
| 4. | FC Barcelona   | 12 | 6  | 0 | 6  | 57:36  | 12     |
| 5. | CH Madrid      | 12 | 5  | 1 | 6  | 41:47  | 11     |
| 6. | CH Gasteiz     | 12 | 1  | 0 | 11 | 24:65  | 2      |
| 7. | Majadahonda HC | 12 | 2  | 0 | 10 | 27:100 | 0*     |

Sp = Spiele, S = Siege, U = unentschieden, N = Niederlagen, OTS = Overtime-Siege, OTN = Overtime-Niederlage, SOS = Penalty-Siege, SON = Penalty-Niederlage
- (Dem Majadahonda HC wurden vier Punkte abgezogen)

## Playoffs

### Halbfinale
- CG Puigcerdà – CH Txuri Urdin 1:5
- FC Barcelona – CH Jaca 1:6, 0:3

### Finale
- CH Jaca – CH Txuri Urdin 3:0 (4:0, 5:3, 3:2)